# 지산동 (구미시)
지산동(芝山洞)은 대한민국 경상북도 구미시 도심의 북쪽에 위치한 동이다.

## 특징
- 도·농 복합형인 농촌 동으로, 법정동 지산동과 양호동의 일부(낙동강 서쪽 지역)로 구성되어 있다.
- 낙동강을 접하고 있으며 기름진 발검평야(拔劍平野, 일명 발갱이들)가 펼쳐진 농업 생산지역이다.
- 발갱이들 한가운데 연꽃군락지이자 철새도래지인 '샛강'이 있으며 지산샛강생태공원 조성되어 있다.

## 역사
- 조선시대: 외동/지산동
- 1914년 7월 15일: 외동과 지산동을 합쳐 지산동으로 함.[1]
- 1963년 1월 1일: 구미면이 구미읍으로 승격(구미읍 지산동)[2]
- 1977년 2월 15일: 경상북도 구미지구출장소가 설치되고, 원평지소에서 관할[3]
- 1978년 2월 15일: 구미읍이 구미시로 승격(도량동, 지산동, 양호동 일부를 합하여 도산동 설치)[4]
- 1995년 3월 1일: 도산동을 지산동과 도량동으로 분리하여 지산동 설치[5]

## 관내 기관
< 교육 기관 >
- 지산초등학교
- 금오여자고등학교
- 구미혜당학교

< 행정 기관 >
- 지산동 행정복지센터
- 구미시 보건소

< 금융 기관 >
- 지산새마을금고 본점 및 제1지점

## 교통
동의 남쪽으로 경부고속도로가 통과하고, 선산읍과 구미시내를 잇는 국도 제33호선이 동 중심부를 관통하고 있다. 지산삼거리 사거리 입체교체화, 구미-선산간 도로 신설 등으로 시내와 공단의 근접성이 뛰어나다.